# STS-8

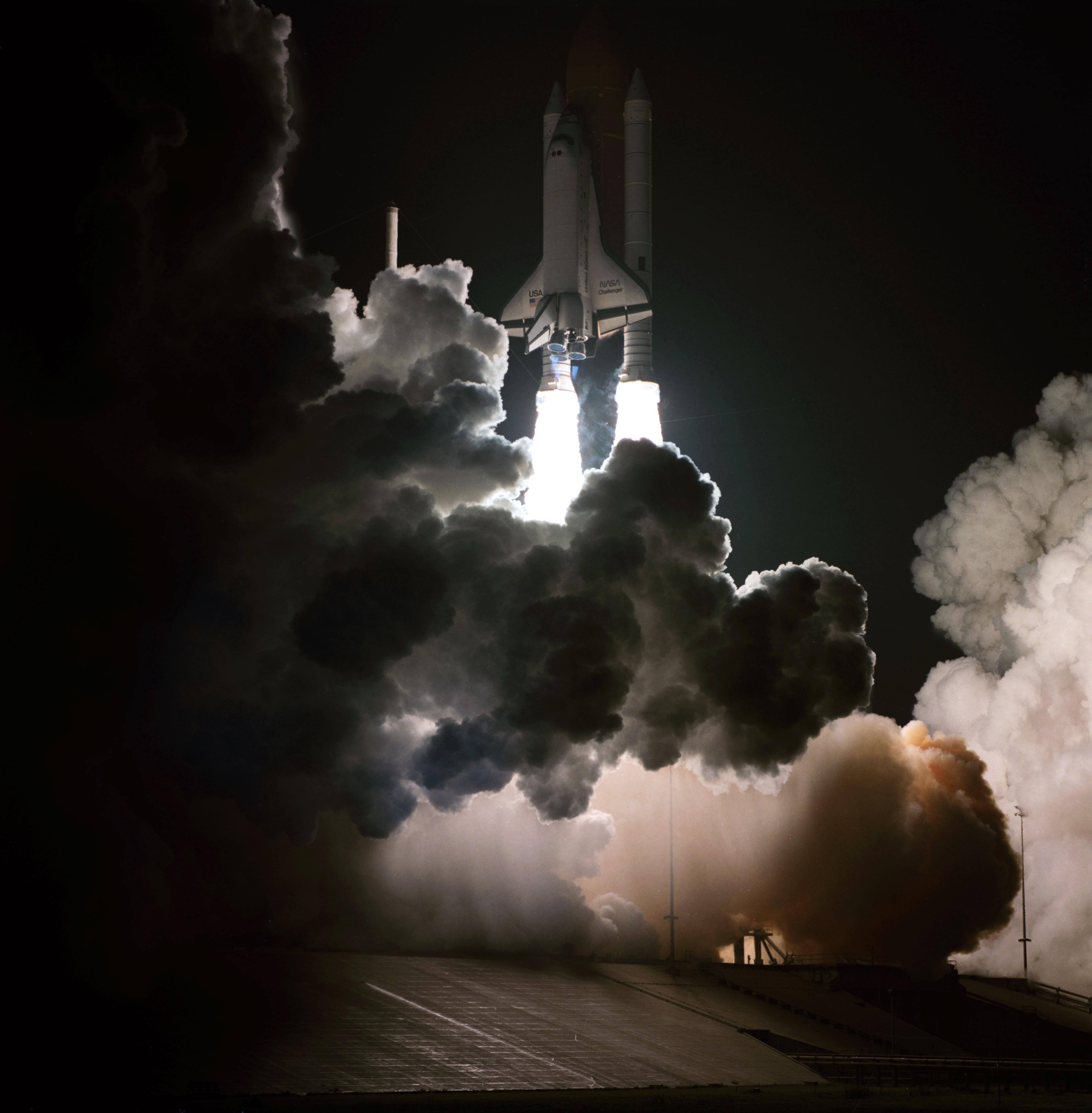
Start misji STS-8

STS-8 (ang. Space Transportation System) – trzecia misja wahadłowca kosmicznego Challenger i ósma programu lotów wahadłowców.

## Załoga
źródło
- Richard H. Truly (2)*, dowódca (CDR)
- Daniel C. Brandenstein (1), pilot (PLT)
- Dale A. Gardner (1), specjalista misji (MS1)
- Guion S. Bluford, Jr. (1), specjalista misji (MS2) – pierwszy czarnoskóry astronauta
- William E. Thornton (1), specjalista misji (MS3)

*(liczba w nawiasie oznacza liczbę lotów odbytych przez każdego z astronautów)

## Cel misji
Umieszczenie na orbicie geostacjonarnej indyjskiego satelity telekomunikacyjnego INSAT 1B.

## Przebieg misji
Lot 8-dniowy z po raz pierwszy zrealizowanym nocnym startem i lądowaniem. Wprowadzono na orbitę geostacjonarną indyjskiego satelitę telekomunikacyjnego i wykonano szereg badań. Na pokładzie znalazło się 200 000 kopert okolicznościowych.
Załoga była nieświadoma, że w pierwszej fazie lotu, po starcie groziła jej awaria mogąca mieć katastrofalne skutki. Po wyłowieniu z wody pomocniczych rakiet na paliwo stałe oraz przetransportowaniu ich do bazy NASA okazało się, że doszło do awarii prawej rakiety, w której ochrona żaroodporna stalowej dyszy silnika została prawie na wylot przepalona. Z zewnętrznej strony jest ona chroniona przed gorącymi spalinami przez warstwę ablacyjną o grubości 7,5 cm. Podczas dwóch minut pracy silnika część warstwy wyparowuje, a jej grubość zmniejsza się o około połowę. Przy starcie STS-8 warstwa ochronna zbyt szybko wyparowała – pozostało 5 mm, co mogło doprowadzić do przepalenia dyszy. Efektem byłoby zmniejszenie ciągu silnika, zboczenie promu z kursu, a następnie destrukcja. Za przyczynę awarii uznano nieodpowiednią żywicę użytą do produkcji warstwy ablacyjnej w silnikach SRB. Wobec tej awarii wstrzymano następny lot wahadłowca planowany na 30 września 1983 roku. Następnie przesunięto raz jeszcze o miesiąc, aby znaleźć przyczynę awarii i sprawdzić czy przy kolejnych egzemplarzach rakiet nie powtórzy się podobna sytuacja. Pomyślne badania pozwoliły na następny start w dniu 28 listopada 1983 roku.

## Guion S. Bluford
źródło
Po raz pierwszy czarnoskóry mieszkaniec USA poleciał w kosmos, przeprowadzając tam badania i obserwacje. Astronauta pochodzi z Filadelfii, gdzie jego ojciec był inżynierem, a matka nauczycielką. Od najmłodszych lat przejawiał zainteresowania modelarstwem, konstruując modele samolotów. Wstąpił do szkoły lotniczej, gdzie uzyskał licencję pilota. Wcielony do wojska, brał udział jako pilot w wojnie wietnamskiej. W roku 1978 obronił doktorat w Instytucie Technologii Lotniczej, a następnie złożył podanie o przyjęcie w poczet kandydatów do lotów w wahadłowcach. Był jednym z czterech czarnoskórych lotników szkolonych przez NASA. Bardzo dobre wyniki szkolenia spowodowały, że jako pierwszy z nich poleciał w kosmos.

## Parametry misji
źródło
- Masa:
  - startowa orbitera: 110 105 kg
  - lądującego orbitera: 92 506 kg
  - ładunku: 13 642 kg
- Perygeum: 306 km
- Apogeum: 313 km
- Inklinacja: 28,5°
- Okres orbitalny: 90,7 min

## Ciekawostki
źródło
Premier Indii, Indira Gandhi oddała w połowie lutego 1984 roku oficjalnie satelitę INSAT-1B do użytku publicznego. Satelita służył telekomunikacji, zapewniał łączność telewizyjną, radiową i telefoniczną, był wykorzystywany do prognozowania pogody nad subkontynentem indyjskim, badań meteorologicznych, śledzenia wędrówek huraganów oraz co 30 minut fotografował cały półwysep i linię brzegową Oceanu Indyjskiego.